# 68448 Сіднівольф
68448 Сіднівольф (68448 Sidneywolff) — астероїд головного поясу, відкритий 18 вересня 2001 року.
Тіссеранів параметр щодо Юпітера — 3,546.